# 10 funtów izraelskich 1967 Zwycięstwo
10 funtów izraelskich 1967 Zwycięstwo – izraelska moneta kolekcjonerska wybita w 1967 roku w srebrze z okazji zwycięstwa w wojnie sześciodniowej. Moneta wyemitowana przez Bank Izraela. Monety z okresu funta zostały wycofane z obiegu w 1980 roku. Moneta wybita poza izraelskimi seriami monet kolekcjonerskich.

## Opis monety

### Awers
W środku pola monety znajduje się symbol Armii Obrony Izraela na tle stylizowanej gwiazdy. Pod nim, wzdłuż otoku monety, znajduje się nominał z nazwą waluty w języku hebrajskim - 10 lir izraelskich. Nad mieczem, wzdłuż otoku, umieszczono nazwy państwa w językach angielskim, hebrajskim (ישראל) i arabskim (اسرائيل). Awers z inskrypcjami został zaprojektowany przez Cwiego Narkisa.

### Rewers
W legendzie rewersu znajduje się przedstawienie Ściany Płaczu. W prawej, dolnej części monety, wzdłuż otoku, znajduje się data zdobycia Ściany Płaczu przez armię izraelską w 1967 roku, czyli „יום כ"ח באייר התשכ"ז, 1967” (28 dzień miesiąca Ijar 5727-1967). Na monecie wybitej stemplem lustrzanym, na lewo od daty 1967 wybito  znaki mennicy (מ). Rewers został zaprojektowany przez Gerda Rothschilda i Ze’ewa Lipmana ze studia Roli.

### Rant
Na rancie monety znalazła się inskrypcja sporządzona starohebrajską czcionką „כ"ח אייר-ב' סיוון תשכ"ז”, czyli okres trwania wojny sześciodniowej (28 dzień miesiąca Ijar-2 dzień miesiąca Siwan 5727). W przypadku monety bitej stemplem zwykłym napis skierowany jest do awersu z dodanymi trzema małymi gwiazdkami. W przypadku monety lustrzanej inskrypcja skierowana jest do rewersu z trzema małymi diamentami.

### Pozostałe
Opis:
- Waga: 26 g
- Średnica: 37 mm
- Kruszec: Ag 935 (zwykła) i Ag 900 (lustrzana)
- Stempel: zywkły i lustrzany
- Liczba wybitych sztuk: 234 461 (zwykła), 50 480 (lustrzana)
- Mennica: Swissmint (zwykła), Kretschmer Mint (lustrzana)